# دولت دانمارک
دولت دانمارک (دانمارکی: regering) قوه مجریه دانمارک است، که فعالیت رسمی خود تحت این نام  را از سال ۱۸۴۸ آغاز کرد. کابینه دولت دانمارک دارای ۲۵ وزارتخانه می‌باشد.